# Mrad Mahjoub
Pour les articles homonymes, voir Mahjoub.
Mrad Mahjoub (arabe : مراد محجوب), né en 1945 ou 1950 selon les sources, est un entraîneur de football tunisien.

## Biographie
Mahjoub commence jeune sa carrière d'entraîneur à la tête de l'Étoile sportive de Radès, qu'il mène en demi-finale de la coupe alors qu'elle joue en troisième division. Il s'illustre ensuite avec l'équipe nationale juniors qui dispute la phase finale du championnat du monde. C'est le début d'une carrière à la tête de nombreux clubs tunisiens et arabes, à l'instar d'Al-Ettifaq Dammam (Arabie saoudite), d'Al-Aïn FC et du Sharjah FC (Émirats arabes unis) ainsi que d'Al-Ahli Doha (Qatar).
Lors de la saison 2009-2010, il entraîne la Jeunesse sportive kairouanaise avant d'être remplacé par Habib Mejri. Il prend ensuite la tête de l'équipe du Club africain.

## Carrière
- 1985 : Équipe de Tunisie espoirs
- 1990-1993 : Équipe de Tunisie
- 2002 : Espérance sportive de Zarzis
- 2003 : Club africain
- 2003-2004 : Club sportif sfaxien
- 2004 : Étoile sportive du Sahel
- 2005 : Espérance sportive de Tunis
- 2006-2007 : Club sportif sfaxien
- 2007 : Stade tunisien
- 2008 : Avenir sportif de La Marsa
- 2009-2010 : Jeunesse sportive kairouanaise
- 2010 : Club africain

## Palmarès
- Ligue des champions arabes
  - Vainqueur : 2004
- Coupe nord-africaine des clubs champions
  - Vainqueur : 2010
- Championnat des Émirats arabes unis de football
  - Vainqueur : 1987
- Coupe de Tunisie de football
  - Vainqueur : 2004
- Ligue des champions de la CAF
  - Finaliste : 2006